# Apostasimerus
Apostasimerus är ett släkte av skalbaggar. Apostasimerus ingår i familjen vivlar.
Kladogram enligt Catalogue of Life:
| Apostasimerus | \| \| Apostasimerus serrirostris \| \| \| \| |
|               | \| \| Apostasimerus serrirostris \| \| \| \| |
|               | Apostasimerus serrirostris                   |
|               |                                              |